# Ezekiel Massat
Ezekiel Massat ist ein Politiker von der zu Papua-Neuguinea gehörenden Autonomen Region Bougainville. Massat wurde am 19. Januar 2009 vom Präsidenten der Autonomen Provinz Bougainville, James Tanis, zum Vizepräsidenten ernannt.
Massat ist in der Regierung Tanis auch für das Justizressort zuständig. Er war bereits in der Regierung des ersten Präsidenten der Autonomen Region Bougainville Joseph Kabui Polizeiminister. James Tanis kam mit der Ernennung Massats, der Abgeordneter des Wahlkreises Tonsu auf der Insel Buka ist, Forderungen aus Mittel- und Nordbougainville nach mehr Mitsprache für ihre Regionen in der Autonomen Regierung von Bougainville nach. Massat löste den bisherigen Vizepräsidenten John Tabinaman ab, der nach dem Tode von Joseph Kabui im Juni 2008 auch das Amt des Präsidenten ausgeübt hatte.